# 王だぁランド!
『王だぁランド！』(ORDER LAND)は、ポイソフトより発売されたコンピュータRPG。
ニンテンドー3DS版が2013年12月11日に、Nintendo Switch版が2017年9月28日に配信された。

## 概要
魔王と人類が戦いを続けるとある世界にて、王や勇者、勇者候補となって世界を旅したり、国を治めるゲーム。魔王を倒すのが最終目的（ボクせかモードでは勇者になること）だが、自由度が高いために王様になって周辺国を滅ぼしたり、勇者になって人間の国を滅ぼすこともできる。
Wiiウェア「ボクも世界を救いたい」と「王だぁ!」を纏めたゲームであり、今作には勇者として冒険できる「勇者モード」を追加している。

## モード

### ボクせか
1人の勇者候補生となり、勇者に育て上げるモード。3年間の期間中世界を周り、勇者を目指す。4つの種族（人間、エルフ、ドワーフ、魔族）、性別、性格、ステータス、装備、スキル、魔法などを選び取り、旅の中で自由にキャラ育成が出来る。通常のイベントの他にも、旅の仲間や行く先々の人々とのイベントがあり、これらのイベントではステータス上下の他にも、アイテムやスキル、魔法が入手できる。
育てた勇者は王だぁ！モードで活躍させたり、3DS版ではすれちがい通信やQRコードを使って、Switch版ではオンラインに投稿することで他人と交換可能。

### 王だぁ！〜王様で遊ぶ〜
一国の王様となり、国家を治めるモード。魔王を滅ぼすのが最終目的。設備を強化し隣国の人間の国を滅ぼしていき、魔王城大決戦を演じたり、見込みのある勇者に"ゆうしゃのけん"など強力な装備やアイテムを与えて、魔王討伐に向かわせたりとクリア方法は複数ある。
勇者を捕縛・処刑したり、高い税を掛けたり、隣国を所構わず攻め落としたりと悪王プレイも可能。ただあまりに圧政を敷いたり、愚かな行動に出ると国を滅ぼされてしまうこともある。王だぁ！モードの二つはつながっているので下野して勇者になることもできる。

### 王だぁ！〜勇者で遊ぶ〜
一人の勇者となり、魔王討伐を目指すモード。最初から登録されている勇者の他にも、ボクせかで育てた勇者で冒険できる。仲間を集め、クエストをこなしたり、ダンジョンを探索し、魔王城へ挑む。ボクせかのようなイベントはない。
滞在先ではダンジョンを探索したり、勇者会や王城でクエストを受注する他にも、国を滅ぼしたり、他の勇者と戦ったり、王城に忍び込んだりするなど沢山のことができる。